# Asso (Italia)
Asso es una localidad y municipio italiano de la provincia de Como, región de la Lombardía, con 3.614 habitantes.

## Evolución demográfica
| Gráfica de evolución demográfica de Asso entre 1861 y 2001 |
|                                                            |
| Fuente ISTAT - elaboración gráfica de Wikipedia            |